# Katy (Texas)
Katy ist eine Stadt im Fort Bend County, Waller County und Harris County im US-Bundesstaat Texas in den Vereinigten Staaten. Das U.S. Census Bureau hat bei der Volkszählung 2020 eine Einwohnerzahl von 21.894 ermittelt.

## Geographie
Die Stadt liegt im Südosten von Texas und im Südwesten des Fort Bend Countys. Sie reicht bis in die Countys Waller und Harris hinein.
Der Golf von Mexiko liegt etwa 105 Kilometer entfernt.
An der Stadt vorbei führen die Interstate 10 und der U.S. Highway 90.

## Geschichte
Bis 1890 diente der Ort als Eisenbahndepot. Benannt wurde er nach der Kurzform K-T Railroad der Missouri-Kansas-Texas Railroad, heute ein Teil der Union Pacific.

## Demografische Daten
2019 hatte Katy etwa 21.729 Einwohner. Nach der Volkszählung im Jahr 2000 lebten hier 11.775 Menschen in 3.888 Haushalten und 3.083 Familien. Die Bevölkerungsdichte betrug 426,1 Einwohner pro km².
Ethnisch betrachtet setzte sich die Bevölkerung zusammen aus 83,98 % weißer Bevölkerung, 4,24 % Afroamerikanern, 0,56 % amerikanischen Ureinwohnern, 0,50 % Asiaten, 0,04 % Bewohnern aus dem pazifischen Inselraum und 8,65 % aus anderen ethnischen Gruppen. Etwa 2,03 % waren gemischter Abstammung und 23,75 % der Bevölkerung waren spanischer oder lateinamerikanischer Abstammung.
Von den 3.888 Haushalten hatten 45,7 % Kinder unter 18 Jahre, die im Haushalt lebten. 63,9 % davon waren verheiratete, zusammenlebende Paare. 10,9 % waren allein erziehende Mütter und 20,7 % waren keine Familien. 17,4 % aller Haushalte waren Singlehaushalte und in 6,7 % lebten Menschen, die 65 Jahre oder älter waren. Die Durchschnittshaushaltsgröße betrug 3,00 und die durchschnittliche Größe einer Familie belief sich auf 3,37 Personen.
31,5 % der Bevölkerung waren unter 18 Jahre alt, 8,7 % von 18 bis 24, 30,9 % von 25 bis 44, 20,7 % von 45 bis 64, und 8,1 % die 65 Jahre oder älter waren. Das Durchschnittsalter war 33 Jahre. Auf 100 weibliche Personen aller Altersgruppen kamen 98,6 männliche Personen. Auf 100 Frauen im Alter von 18 Jahren und darüber kamen 97,5 Männer.

Das jährliche Durchschnittseinkommen eines Haushalts betrug 51.111 USD, das Durchschnittseinkommen einer Familie 57.741 USD. Männer hatten ein Durchschnittseinkommen von 38.412 USD gegenüber den Frauen mit 33.004 USD. Das Pro-Kopf-Einkommen betrug 21.192 USD. 8,4 % der Bevölkerung und 7,0 % der Familien lebten unterhalb der Armutsgrenze. Davon waren 9,1 % Kinder und Jugendliche unter 18 Jahren und 6,5 % waren 65 oder älter.

## Söhne und Töchter der Stadt
- Renée O’Connor (* 1971), Schauspielerin und Regisseurin
- Kimberly Caldwell (* 1982), Schauspielerin und Sängerin
- Rodney Foster (* 1985), früherer professioneller Basketballspieler
- Andy Dalton (* 1987), American-Football-Spieler
- Tyler Myers (* 1990), ein für Kanada spielender Eishockeyspieler
- Megan Nicole (* 1993), Singer-Songwriterin, Schauspielerin und Model
- Elijah Hall (* 1994), Sprinter
- Hayley LeBlanc (* 2008), Influencerin und Schauspielerin